# Emily Batty
Emily Batty (nascida em 16 de julho de 1988, em Brooklin) é uma ciclista canadense. Especializada em ciclismo de montanha, Batty competiu nos Jogos Pan-Americanos de 2015.